# マイケル・キャリック
マイケル・キャリック（Michael Carrick, 1981年7月28日 - ）は、イングランド・タインアンドウィア州ウォールズエンド出身の元サッカー選手、現サッカー指導者。元イングランド代表。現役時代のポジションはミッドフィールダー。
1997年にウェストハム・ユナイテッドに加入し、2年後にはFAユースカップを獲得した。デビューシーズンにはスウィンドン・タウンとバーミンガム・シティの2つのクラブへのローン移籍を経験した。2000-01シーズンにはトップチームでポジションを掴み、チームが下部リーグに降格して迎えた2003-04シーズンに昇格を目指して戦うチームで活躍し、ディビジョン1のベストイレブンに選出された。ハマーズでは150試合以上に出場したが、2004年に350万ポンドと言われる移籍金でロンドンのライバルクラブであるトッテナム・ホットスパーに移籍が決定した。スパーズでは2006年に1800万ポンドでマンチェスター・ユナイテッドに移籍するまで75試合に出場し2ゴールを記録した。
マンチェスター・ユナイテッドでは移籍初年度からレギュラーポジションを確立し、50試合以上の試合に出場するとともに2006-07シーズンのリーグ優勝に貢献した。翌シーズンにチームはチャンピオンズリーグ決勝に進出し、PK戦ではキッカーを務め成功を収めた。2008-09シーズンはリーグ戦では3連覇を達成し、2シーズン連続でチャンピオンズリーグ決勝に進出したが、FCバルセロナに敗れた。マンチェスター・ユナイテッドFCではキャプテンを務めていた。
イングランド代表ではU-18、U-21、B代表、A代表を経験している。2001年にA代表デビューを果たし、34キャップを保持したが、ゴールは記録していない。キャリックのポジションはスティーヴン・ジェラード、フランク・ランパード、ギャレス・バリー、スコット・パーカーが起用され、2012-13シーズンまでこうした状況は続いた。2006 FIFAワールドカップ、2010 FIFAワールドカップのメンバーである。

## 生い立ち
タイン・アンド・ウィアのウォールズエンドにヴィンスとリン夫妻の間に生まれ、5歳の頃にはサッカーに親しむようになっていた。子どもの頃はニューカッスル・ユナイテッドのファンであった。また、土曜日の夜には父親がボランティアをしていたウォールズエンド・ボーイズ・クラブで5人制のサッカーをしていた。12歳でカルダー・ハイスクール（後にノース・タインサイド・スクールに移る）に入ると真剣にサッカーに取り組み始め、ウォールズエンドのU-16部門でプレーするようになり、イングランドのクラブ選抜にも選ばれた。13歳の時にはBBCの『Live & Kicking』という子ども向けの番組に取り上げられ、1995年2月4日にエピソード49で紹介された。進学を前にウェストハム・ユナイテッドに加入したが、当時のポジションはセンターフォワードであり、ウェストハム以外でミッドフィールダーを務めることはなかった。ウェスタン・ミドルスクールとバーンサイド・コミュニティ・ハイスクールで学び、1997年に全科目のGCSEを取得した。
キャリックには4歳下の弟グレイムがおり、ウェストハム・ユナイテッドに所属していたが、複数箇所の怪我を負ってしまい、現在はFAでコーチを務めており、ニューカッスル・ユナイテッド・アカデミーのU-10とU-16、チーム・ノーザンブリアでコーチを務めていた。キャリックはピラティスのインストラクターを務めていたリサ・ラフヘッドと2007年6月16日にレスターシャーで式を挙げた。二人はともに学生の頃から交際を始め、娘のルイーズ、息子のジェシーがいる。

## クラブ経歴

### ウェストハム・ユナイテッド
1998-99シーズンにFAユースカップを制したメンバーであり、2試合計9-0で勝利したコヴェントリー・シティ戦では2ゴールを挙げた。当時監督を務めていたハリー・レドナップによると、キャリックのキャリアのスタートはフィジカルの問題と急成長による怪我のため2シーズンをほぼ棒に振ってしまったことが難しくしていた。トップチームデビューは1999年7月24日に1-1で引き分けたUEFAインタートトカップのFCヨケリトとのアウェー戦であり、5週間の8月28日に行われたブラッドフォード・シティ戦にリオ・ファーディナンドと交代で出場し、リーグデビューを果たした。1999年11月に1ヶ月のローンでスウィンドン・タウンに加入し、ノリッジ・シティとのホームゲームでデビューを果たすと、11月23日に行われたチャールトン・アスレティック戦でプロとしての選手キャリアで初ゴールを記録した。キャリックは良いプレーを見せたが出場した6試合で勝ちを挙げられず、2000年2月にはバーミンガム・シティに再びローンで加入したが、そこでは2試合の出場に留まった。ウェストハムに復帰すると、4月22日に行われ5-0で勝利したコヴェントリー・シティ戦でウェストハムでの初ゴールを記録し、シーズン終了後にはウェストハム・ユナイテッドの最優秀若手選手に選出された。
2000-01シーズンは公式戦41試合、リーグ戦では33試合に出場し、2005年までクラブに留めて置くために新たな契約を提示された。2001年4月20日にはチームメイトのジョー・コールとともにPFA年間最優秀若手選手賞にノミネートされたが、4月29日に同賞はリヴァプールのスティーヴン・ジェラードに贈られた。翌シーズンもチームで活躍を続け、公式戦32試合に出場、2001年10月24日に行われ、2-1で勝利したチェルシー戦での先制ゴールを含め2ゴールを挙げ、クラブの年間最優秀選手に選ばれた。鼠径部の怪我により、UEFA U-21欧州選手権2002に出場するイングランド代表U-21のメンバーからは外れた。
2002-03シーズンはキャリック自身も怪我に苦しみ、チームもシーズン終了後にディビジョン1への降格が決定した。ジョー・コール、フレデリック・カヌーテ、ジャーメイン・デフォーといった面々はクラブを去ったが、キャリックは残留し、昇格を目指して戦うことになった。2003-04シーズン、チームは最終日に4位に入り、プレーオフへの進出を決めた。決勝ではクリスタル・パレスに0-1で敗れたが、ディビジョン1のベストイレブンに選出された。

### トッテナム・ホットスパー
ディビジョン1で1シーズンを過ごしたキャリックは、「本音を言えば、ディビジョン1でそれほど長くプレーしたいとは思っていない。」とプレミアリーグへの移籍を検討していた。ポーツマス、アーセナル、エヴァートン、ウェスト・ブロムウィッチ・アルビオンと多くのクラブとの噂が流れたが、2004年8月20日、ウェストハムとトッテナムはクラブ間で合意し、キャリックはメディカルチェックを受けることになった。メディカルチェックをクリアし、4日後に350万ポンドの移籍金で移籍が成立した。リザーブチームで調整をしていたが9月14日に負傷し、トップチームデビューは遅れることになってしまった。23番のユニフォームを纏い、トップチームデビューとなったのは10月18日に行われ1-0で敗れたポーツマス戦であり、交代で出場した。
チームには馴染んでいたが、ジャック・サンティニはキャリックをメンバーから外すことも少なくなかったため、メディアはサンティニではなくダイレクターのフランク・アルネセンが欲し、サンティニが本当に欲しかった選手ではなかったのではないかと推測していたが、真相はわからなかった。サンティニに代わりマルティン・ヨルが監督に就任すると、キャリックは中盤でレギュラーとしてプレーをするようになった。11月9日に行われたリーグカップのバーンリー戦で初めてスターティングメンバーとして出場するとロビー・キーンのゴールをアシストし、3-0の勝利に貢献した。12月18日に行われ5-1で勝利したサウサンプトン戦では試合に影響を与える活躍を見せた。最終的にリーグ戦では29試合に出場したが無得点に終わり、チームも9位でUEFAカップの出場権にも届かなかった。
2005年12月3日に行われ3-2で勝利したサンダーランド戦でトッテナムでの初ゴールを記録し、4月8日に行われたマンチェスター・シティ戦で2ゴール目を挙げた。4月22日に行われたノース・ロンドン・ダービーでは1-1の引き分けに終わった試合で活躍を見せた。5月7日にアウェーのウェストハム戦に備えて宿泊したホテルで食中毒が発生し、トッテナムの選手も10人食中毒を患ったが、キャリックはその中の一人であった。試合にはなんとか出場することができたが63分で交代し、チームも1-2で敗れた。この敗北によりアーセナルに4位の座を譲り、チャンピオンズリーグの出場権を逃す結果となった。2005-06シーズンはパスとクロスでチャンスを演出し、アシスト数はミドと並んでチームトップであった。

### マンチェスター・ユナイテッド

#### 2006-2008シーズン

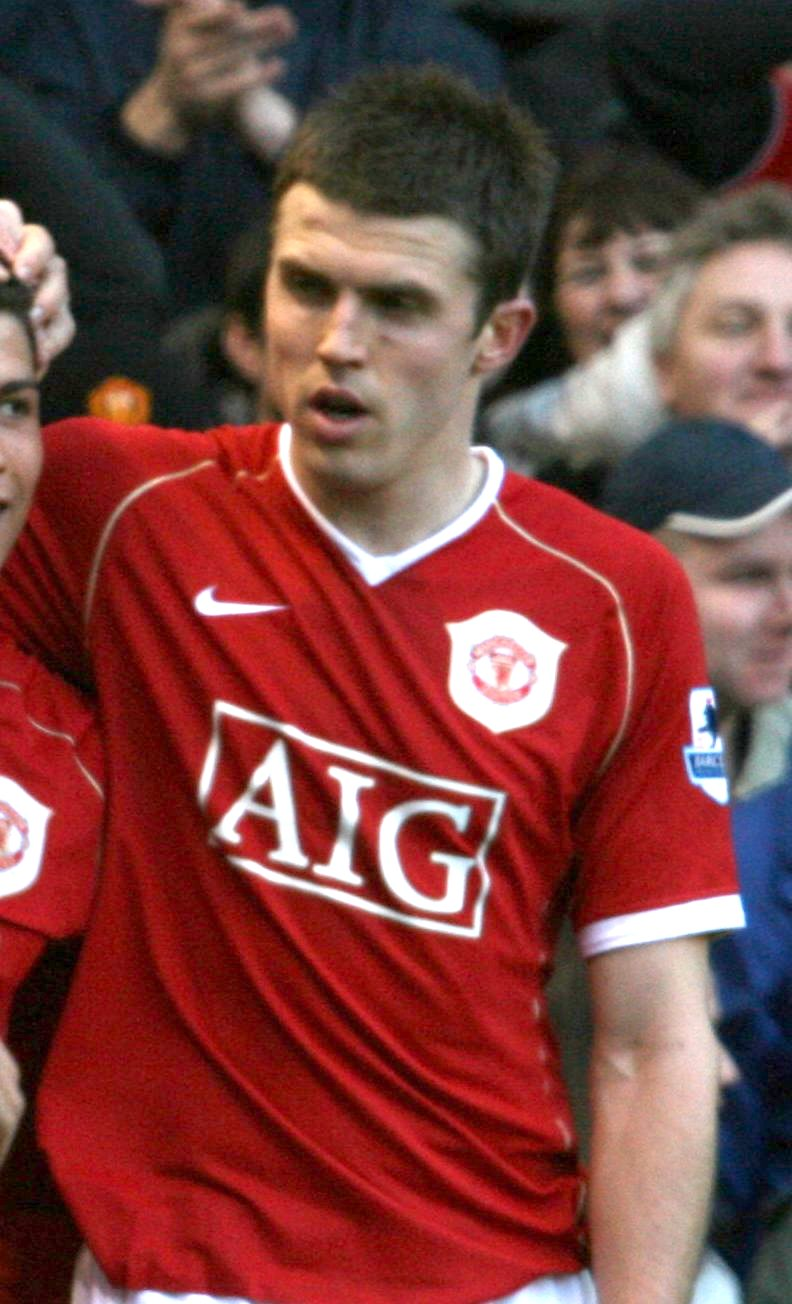
2006年12月9日に行われたマンチェスター・ダービー中のキャリック

6月10日、トッテナムはロイ・キーンの後釜を探すマンチェスター・ユナイテッドからのオファーを断ったことを明らかにした。翌日にマルティン・ヨルは、「キャリックのような選手を失いたくはない。おそらく彼は我々のチームの中盤の選手で昨シーズンは一番だった。」と話した。7月28日、トッテナムはマンチェスター・ユナイテッドとキャリックの移籍についてクラブ間で合意したことを発表し、3日後に選手個人とも合意したことが明らかとなった。その1週間前には合意がされていたにも関わらず、スパーズが証券取引所に声明を出すまで移籍金は公表されなかった。ユナイテッドのチーフ・エグゼクテティブを務めていたデイヴィッド・ギルは移籍金1400万ポンド、活躍に応じて1,860万ポンドまで上がる内容であることを確認した。その当時ユナイテッド史上6番目に高価な選手となり、ロイ・キーンが付けていた16番の背番号が与えられた。
2006-07シーズンはアムステルダム・トーナメントのアヤックス戦で負傷した影響で開幕には間に合わなかったが、2006年8月23日に行われたチャールトン・アスレティック戦でデビューを果たし、3日後に行われたワトフォード戦で初めてスターティングメンバーとして出場した。2007年1月13日に行われたアストン・ヴィラ戦でユナイテッドでの初ゴールを記録し、2月17日に行われたFAカップのブラックバーン・ローヴァーズ戦でキャリア初となるFAカップでのゴールを挙げた。4月10日に行われ7-1で勝利したチャンピオンズリーグ準々決勝のローマ戦でチャンピオンズリーグでの初ゴールを記録した。チームは準決勝のACミラン戦に2試合計3-5で敗れたため、リヴァプールとの同国対決となる決勝戦は実現しなかったが、ユナイテッドでの最初のシーズンはプレミアリーグ優勝を果たした。2007-08シーズンを前にクラブはオーウェン・ハーグリーヴス、アンデルソンを獲得したため、キャリックは自身のポジションが保証されていないことを理解していた。2007年10月に行われたローマ戦で肘を骨折し、6週間チームを離脱することになったが、11月3日行われたアーセナル戦で復帰し、2008年2月10日に行われたマンチェスター・ダービーではアディショナルタイムに決勝ゴールを挙げた。チェルシーを押さえリーグ戦では2連覇を達成し、リオ・ファーディナンド、ウェズ・ブラウンとともに契約延長のオファーを受けたキャリックは、5月18日に4年間の契約延長にサインした。チームはチャンピオンズリーグ決勝にも進出し、5月21日に行われたチェルシーとの決勝戦ではフル出場を果たした。試合は延長戦を終えても1-1のまま決着がつかずPK戦に突入し、2番目のキッカーを務め成功した。最終的にPK戦を6-5で勝利し、初めてヨーロッパのタイトルを獲得した。

#### 2008-2012シーズン
2008-09シーズンは開幕戦でニューカッスル・ユナイテッドをホームに迎えたが、キャリックは足首を負傷し25分で交代を余儀なくされた。3週間チームを離脱することになり、8月29日に行われるUEFAスーパーカップは欠場することになった。9月21日に行われたリヴァプール戦で復帰したが、ヨッシ・ベナユンのタックルを受けハーフタイムに交代した。3日後に足を骨折しており、6週間チームを離脱することが発表された。11月1日に行われたハル・シティ戦でシーズン初ゴールを記録し、2009年5月13日に行われ2-1で勝利したウィガン・アスレティック戦ではカルロス・テベスのゴールをアシストし、自身もゴールを決めた。このゴールはユナイテッド加入後に初めてアウェーの試合で決めたゴールであった。チームは18度目のリーグタイトルを獲得し、キャリックはユナイテッド加入後3シーズン連続でリーグ優勝を経験することになった。チャンピオンズリーグでも2シーズン連続で決勝に進出したが、バルセロナに敗れ、キャリックは自身のキャリアを通して最悪の敗戦だったと話した。「試合はただ目の前を通過するようで、何もできないまま終わった。試合全体を見て異なる印象を抱くようであれば、それはこの試合とは別のものだと思う。」。

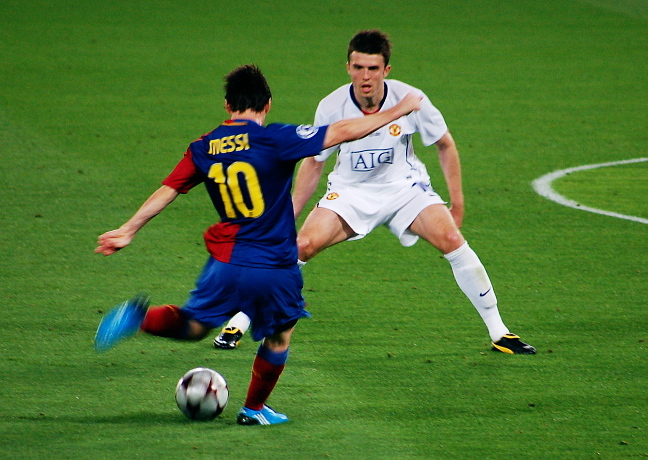
2009年のチャンピオンズリーグ決勝でリオネル・メッシと対峙するキャリック（右）

2009-10シーズンはVfLヴォルフスブルク戦でシーズン初ゴールを挙げ、2ヶ月後に行われたエヴァートン戦でリーグ戦での初ゴールを記録した。ディフェンスラインに欠場者が多く、ガリー・ネヴィルが途中交代したウェストハム・ユナイテッド戦ではセンターバックを務め、4-0の勝利に貢献した。キャリアを通してディフェンダーを務めたことはなかったが、アレックス・ファーガソンはキャリックのプレーを賞賛した。12月8日に行われたヴォルフスブルク戦ではパトリス・エヴラ、ダレン・フレッチャーと3バックを構成し、再びディフェンダーとしてプレーすることになったが、チームは3-1で勝利した。2010年1月25日に行われたリーグカップのマンチェスター・シティ戦ではキャリア初となるリーグカップでのゴールを記録した。2月6日に行われたポーツマス戦のゴールは一度リチャード・ヒューズのオウンゴールと判定されたが、試合後に行われた委員会の審議によりキャリックのゴールに変更された。2月16日にサン・シーロで行われたACミラン戦ではアディショナルタムにアレシャンドレ・パトに抜かれたパトリス・エヴラをフォローしたが、2枚目のイエローカードを提示されキャリアで初めてとなる退場処分を受けた。チームは2シーズン連続でリーグカップのタイトルを獲得し、キャリック自身も初めて決勝戦に出場したが、リーグ戦ではチェルシーに1ポイント届かず、ユナイテッドに加入後初めてリーグタイトルを逃す結果となった。
2010年8月6日、プレシーズンマッチのリーグ・オブ・アイルランド選抜との試合で負傷した足首の影響により、2010-11シーズンの開幕戦には間に合わないとの発表がなされたが、2日後に行われたコミュニティ・シールドにスターティングメンバーとして出場し79分間プレーした。ファーガソンは、「彼は昨日戻ってきた。もう大丈夫だと言い練習に参加して、試合に出場したいと言ったのだ。」と話した。2011年3月3日に新たに3年間の契約を結び、4月6日に行われたチャンピオンズリーグのチェルシー戦ではキャリックのパスからウェイン・ルーニーのゴールが生まれ、試合後にはパフォーマンスが賞賛を集めた。
2011-12シーズンもプレシーズンの試合で負った怪我の影響で欠場すると言われていたが、コミュニティ・シールドの試合にスターティングメンバーとして名を連ねた。12月18日に行われたQPR戦でシーズン初ゴールを挙げ、マン・オブ・ザ・マッチに選ばれた。2012年1月8日にユナイテッドでの公式戦250試合出場を達成し、2月16日に行われたヨーロッパリーグのアヤックス戦ではキャリア通算500試合出場を達成した。

#### 2012-2014シーズン
2012-13シーズンの開幕を前にディフェンスラインに怪我人が多く、キャリックはセンターバックとして開幕戦のエヴァートン戦を迎えたが、経験不足からマルアン・フェライニにその試合唯一のゴールを許しチームは敗れた。2戦目のフラム戦でもセンターバックを務めた。チャンピオンズリーグのガラタサライ戦で香川のアシストからシーズン初ゴールを挙げた。11月22日には1年間の延長オブションの付いた2015年までの契約を結んだとクラブから発表された。2012年11月24日に行われたQPR戦でメンバーから外れ、リーグ戦でのスターティングメンバーとしての連続出場記録は33試合で途絶えた。
2013年4月にはPFA年間最優秀選手賞の候補に選ばれ、アーセン・ヴェンゲルは、「彼は質の高いパサーであり、バルセロナでも完全に適応してプレーできるだろう。広い視野と知性を持った選手だ。」と話し、個人的にはキャリックが受賞に相応しいと述べた。最終的に投票の結果、同賞にはガレス・ベイルが選ばれたが、キャリックはベストイレブンに選出された。また、選手間投票によりクラブの年間最優秀選手に選出された。
2013年11月22日、ユナイテッドは1年間の延長オプションの付いた2015年までの契約延長に合意したことを発表した。2013-14シーズンはデイヴィッド・モイーズの下でチームが低迷したこともあり、キャリックも前シーズンのような活躍を披露することはできず、11月から12月にかけては慢性的なアキレス腱の負傷にも悩まされた。2014年2月にはユナイテッドの元キャプテンであるロイ・キーンにプレーが単調であると非難され、全公式戦で42試合に出場したにも関わらず、キャリックのユナイテッドでのキャリアに懐疑的な目を持たれることもあった。

#### 2014-15シーズン
2014年7月に行われていたプレシーズン中の練習で負傷してしまい、12週間チームを離脱する見込みとなった。シーズン中の復帰は2014年11月2日に行われ、0-1で敗れたマンチェスター・シティ戦であり、クリス・スモーリングの退場後はセンターバックを務めた。その試合ではマルコス・ロホも肩を脱臼してしまったが、キャリックはセンターバックでプレーすることを楽しんでいると述べた。12月に本来のポジションに戻ると、『マッチ・オブ・ザ・デイ2』の番組中に解説者のディートマー・ハマンは、12月中のユナイテッドの改善点の一つはキャリックが復帰したことだと述べ、ユナイテッドはその後6試合すべてで勝利を挙げた。2014年12月にルイ・ファン・ハール監督からクラブの副キャプテンに任命され、その直後に行われた「BTスポーツ」のインタビューでサー・アレックス・ファーガソンは、キャリックがイングランド人選手の中ではベストだと話した。
2015年3月15日に行われたトッテナム・ホットスパー戦ではマルアン・フェライニのゴールをアシストし、自身も1年以上振りとなるゴールを挙げ、チームの3-0の勝利に貢献した。3月20日には1年間の契約延長に合意し、クラブ在籍10年目を迎えることとなった。

#### 2015～2021
2016年1月2日のスウォンジー戦にてマンチェスター・ユナイテッドでの400試合出場を達成した。FAカップ決勝では120分間プレーし勝利に貢献し、6月9日にクラブとの契約を1年延長した。2016-17シーズンにはジョゼ・モウリーニョが新たな監督に就任、当初は余り出場が無かったが、次第にモウリーニョからの信頼を得て出場が増え、2017年5月28日、クラブとの契約を1年延長した。
2016-17シーズン終了後、キャプテンであったウェイン・ルーニーがエヴァートンFCに復帰することにより、キャプテンに就任した。
2018年3月12日、2017-18シーズンで現役引退することを表明した。
2021年11月21日、ワトフォード戦での大敗を受けオーレ・グンナー・スールシャール監督が解任され、暫定監督として3試合指揮を執り、12月2日に退任した。

## 代表経歴

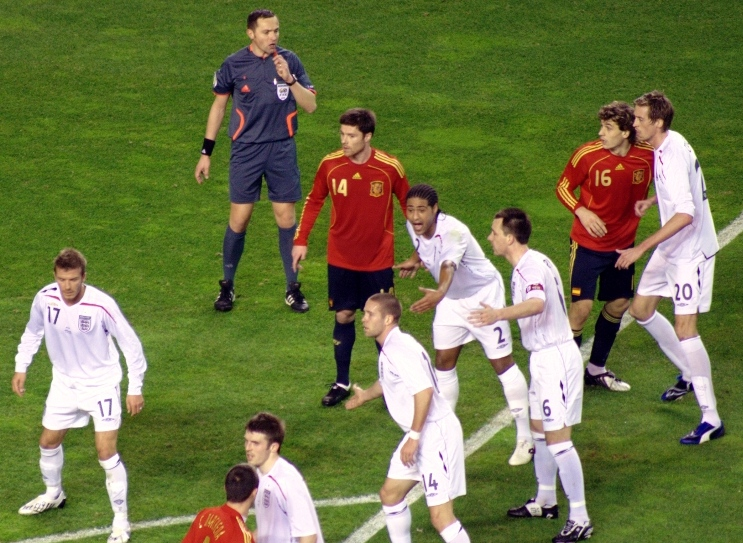
2009年2月11日に行われたスペイン代表戦のキャリック（左から3人目）

イングランド代表ではU-18、U-21レベルでの出場経験があったが、スヴェン＝ゴラン・エリクソン監督により2001年2月、初めてA代表に招集された。しかし、2月28日に行われた スペイン代表との親善試合では出場機会は得られなかった。それから3ヶ月後に行われたメキシコ代表との親善試合にデビッド・ベッカムと交代で後半から出場し、A代表デビューを果たした。2006年5月8日、2006 FIFAワールドカップに臨む23人の暫定メンバーに含まれ、最終的にメンバー入りを果たした。グループBの3試合に出場機会はなく、決勝トーナメント1回戦のエクアドル代表戦が大会唯一の出場機会であり、スターティングメンバーとして出場したが、準々決勝のポルトガル代表戦はオーウェン・ハーグリーヴスが起用され、PK戦の末にイングランド代表の敗退が決定した。
キャリックのポジションはフランク・ランパードとスティーヴン・ジェラードが起用されることが多く、エリクソンとその後任のスティーヴ・マクラーレンの下でスターティングメンバーとして出場したのは9試合である。ファビオ・カペッロ監督就任後に最初に招集されたメンバーには含まれず、就任1年目は呼ばれることはなかった。その後チェコ代表との試合に招集されたが、ニューカッスル・ユナイテッド戦で負った怪我の影響により、招集は辞退せざるを得なかった。2008年11月に行われたドイツ代表戦との親善試合で再び招集を受け、ギャレス・バリーと中盤センターを構成し、2-1の勝利に貢献するとキャリックをマン・オブ・ザ・マッチに選ぶメディアもあった。
2010 FIFAワールドカップの予選では1試合しか出場機会はなかったが、2010年5月11日にカペッロが大会前に向けて招集した30人のメンバーに含まれた。最終的にメンバー入りを果たしたが、本大会で出場機会はなく、チームも決勝トーナメント1回戦でドイツ代表に1-4で敗れた。
2011年8月6日、アレックス・ファーガソンは怪我により2週間離脱するのでキャリックは翌週の水曜日（8月11日）に行われる親善試合には出場できないと話し、カペッロは招集メンバーに加えなかったが、キャリックは8月8日に行われたコミュニティ・シールドの試合に出場した。ウェンブリー・スタジアムにはカペッロも観戦に訪れ、優勝メダルを受け取りに行く際にキャリックがカペッロの前を通り過ぎようとすると、カペッロはキャリックに対し電話を掛けるジェスチャーをした。
2012年5月16日、ロイ・ホジソンがUEFA EURO 2012のメンバーを発表したが、そこにキャリックは含まれなかった。メディアからは驚きの声も上がったが、キャリックが事前に控えメンバーとして参加することを望まないとFAに話していたことが明らかとなった。しかし、代表引退はしておらず、代表チームが苦境に陥ったときには力になってくれると説明がされた。8月15日に行われたイタリア代表戦で復帰し、フル出場を果たすと、最後の20分間はキャプテンマークを巻いた。
2012年9月7日に行われた2014 FIFAワールドカップ予選のモルドバ代表戦に後半から交代で出場し、翌月に行われたサンマリノ代表戦にはスターティングメンバーとして出場した。2012年10月17日に行われたポーランド代表戦ではスティーヴン・ジェラードと中盤センターを構成し、2013年3月26日に行われたモンテネグロ代表戦でも再びタッグを組んだ。予選最終戦となった10月15日に行われたポーランド代表戦にもスターティングメンバーとして出場し、イングランド代表はワールドカップの出場権を獲得した。
2014年5月12日、ワールドカップに出場する23名のメンバーには入らず、予備登録メンバーに留まった。

## プレースタイル
ディフェンスラインの前でプレーする守備的ミッドフィールダーであるが、フィジカル能力に優れそれを活かしボールを奪取する典型的なタイプではなく、試合の流れを読みスペースをカバーすることによって相手の攻撃の芽を摘み、チームの助けとなる選手である。パスの散らしや供給範囲においてはヨーロッパでもベストな選手の1人と考えられており、攻撃の起点となることはもちろん、試合の組立てにおいても重要な役割を果たしている。
2006年のユナイテッド加入後は主にポール・スコールズが試合を組立て、キャリックがより守備的な役割を果たすことにより中盤で効果的なペアを形成し、アレックス・ファーガソンやカルロス・ケイロスに認められることによって、これまでの縦に早いイングランド的なスタイルから、パスやポゼッションを重視するスタイルへとチームを変貌させた点について大きな影響を与えた。代表キャップ数は少ないが、キャリックは控えめに見えるスタイルによってフランク・ランパードやスティーヴン・ジェラードなどの選手と比べ歴代のイングランド代表監督に過小に評価されてきたとウェイン・ルーニーは指摘した。
しかしながら、監督のルイ・ファン・ハールはキャリックの知性と経験を評価し、「ピッチ上の監督」だと述べ、元チームメイトのスコールズとガリー・ネヴィルはチームのパフォーマンスに影響を与えるキャリックの重要性について絶えず賞賛し、シャビ・エルナンデスやシャビ・アロンソといった選手からも評価を集めてきた。

## 個人成績

### クラブ
| クラブ                       | シーズン       | リーグ         | リーグ戦 | リーグ戦 | FAカップ | FAカップ | リーグ杯 | リーグ杯 | 国際大会 | 国際大会 | その他 | その他 | 期間通算 | 期間通算 |
| クラブ                       | シーズン       | リーグ         | 出場     | 得点     | 出場     | 得点     | 出場     | 得点     | 出場     | 得点     | 出場   | 得点   | 出場     | 得点     |
| ---------------------------- | -------------- | -------------- | -------- | -------- | -------- | -------- | -------- | -------- | -------- | -------- | ------ | ------ | -------- | -------- |
| ウェストハム・ユナイテッド   | 1999-00        | プレミアリーグ | 8        | 1        | 0        | 0        | 0        | 0        | 1        | 0        | —      | —      | 9        | 1        |
| ウェストハム・ユナイテッド   | 2000-01        | プレミアリーグ | 33       | 1        | 4        | 0        | 4        | 0        | —        | —        | —      | —      | 41       | 1        |
| ウェストハム・ユナイテッド   | 2001-02        | プレミアリーグ | 30       | 2        | 1        | 0        | 1        | 0        | —        | —        | —      | —      | 32       | 2        |
| ウェストハム・ユナイテッド   | 2002-03        | プレミアリーグ | 30       | 1        | 2        | 0        | 2        | 0        | —        | —        | —      | —      | 34       | 1        |
| ウェストハム・ユナイテッド   | 2003-04        | ディビジョン1  | 35       | 1        | 4        | 0        | 1        | 0        | —        | —        | 3      | 0      | 43       | 1        |
| ウェストハム・ユナイテッド   | クラブ通算     | クラブ通算     | 136      | 6        | 11       | 0        | 8        | 0        | 1        | 0        | 3      | 0      | 159      | 6        |
| スウィンドン・タウン (loan)  | 1999-00        | ディビジョン1  | 6        | 2        | 0        | 0        | 0        | 0        | —        | —        | —      | —      | 6        | 2        |
| スウィンドン・タウン (loan)  | クラブ通算     | クラブ通算     | 6        | 2        | 0        | 0        | 0        | 0        | —        | —        | —      | —      | 6        | 2        |
| バーミンガム・シティ (loan)  | 1999-00        | ディビジョン1  | 2        | 0        | 0        | 0        | 0        | 0        | —        | —        | —      | —      | 2        | 0        |
| バーミンガム・シティ (loan)  | クラブ通算     | クラブ通算     | 2        | 0        | 0        | 0        | 0        | 0        | —        | —        | —      | —      | 2        | 0        |
| トッテナム                   | 2004-05        | プレミアリーグ | 29       | 0        | 6        | 0        | 3        | 0        | —        | —        | —      | —      | 38       | 0        |
| トッテナム                   | 2005-06        | プレミアリーグ | 35       | 2        | 1        | 0        | 1        | 0        | —        | —        | —      | —      | 37       | 2        |
| トッテナム                   | クラブ通算     | クラブ通算     | 64       | 2        | 7        | 0        | 4        | 0        | —        | —        | —      | —      | 75       | 2        |
| マンチェスター・ユナイテッド | 2006-07        | プレミアリーグ | 33       | 3        | 7        | 1        | 0        | 0        | 12       | 2        | —      | —      | 52       | 6        |
| マンチェスター・ユナイテッド | 2007-08        | プレミアリーグ | 31       | 2        | 4        | 0        | 1        | 0        | 12       | 0        | 1      | 0      | 49       | 2        |
| マンチェスター・ユナイテッド | 2008-09        | プレミアリーグ | 28       | 4        | 3        | 0        | 1        | 0        | 9        | 0        | 2      | 0      | 43       | 4        |
| マンチェスター・ユナイテッド | 2009-10        | プレミアリーグ | 30       | 3        | 0        | 0        | 5        | 1        | 8        | 1        | 1      | 0      | 44       | 5        |
| マンチェスター・ユナイテッド | 2010-11        | プレミアリーグ | 28       | 0        | 3        | 0        | 1        | 0        | 11       | 0        | 1      | 0      | 44       | 0        |
| マンチェスター・ユナイテッド | 2011-12        | プレミアリーグ | 30       | 2        | 2        | 0        | 1        | 0        | 7        | 0        | 1      | 0      | 41       | 2        |
| マンチェスター・ユナイテッド | 2012-13        | プレミアリーグ | 36       | 1        | 5        | 0        | 0        | 0        | 5        | 1        | —      | —      | 46       | 2        |
| マンチェスター・ユナイテッド | 2013-14        | プレミアリーグ | 29       | 1        | 0        | 0        | 3        | 0        | 7        | 0        | 1      | 0      | 40       | 1        |
| マンチェスター・ユナイテッド | 2014-15        | プレミアリーグ | 18       | 1        | 2        | 0        | 3        | 0        | —        | —        | —      | —      | 20       | 1        |
| マンチェスター・ユナイテッド | 2015-16        | プレミアリーグ | 28       | 0        | 5        | 0        | 1        | 0        | 8        | 0        | —      | —      | 42       | 0        |
| マンチェスター・ユナイテッド | 2016-17        | プレミアリーグ | 23       | 0        | 2        | 0        | 5        | 1        | 7        | 0        | 1      | 0      | 38       | 1        |
| マンチェスター・ユナイテッド | 2017-18        | プレミアリーグ | 2        | 0        | 2        | 0        | 1        | 0        | 0        | 0        | 0      | 0      | 5        | 0        |
| マンチェスター・ユナイテッド | クラブ通算     | クラブ通算     | 316      | 17       | 35       | 1        | 19       | 2        | 86       | 4        | 8      | 0      | 464      | 24       |
| キャリア総通算               | キャリア総通算 | キャリア総通算 | 524      | 27       | 53       | 1        | 31       | 12       | 87       | 4        | 11     | 0      | 706      | 34       |

1. ↑  UEFAインタートトカップ
2. ↑  プレーオフ
3. 1 2 3 4 5 6  FAコミュニティ・シールド
4. ↑  FAコミュニティ・シールドとFIFAクラブワールドカップ

## 代表歴

### 出場大会
- イングランド代表
  - 2006 FIFAワールドカップ
  - 2010 FIFAワールドカップ

### 試合数
- 国際Aマッチ 34試合 0得点（2001年-2015年）[168]

| イングランド代表 | 国際Aマッチ | 国際Aマッチ |
| 年               | 出場        | 得点        |
| ---------------- | ----------- | ----------- |
| 2001             | 2           | 0           |
| 2002             | 0           | 0           |
| 2003             | 0           | 0           |
| 2004             | 0           | 0           |
| 2005             | 2           | 0           |
| 2006             | 7           | 0           |
| 2007             | 3           | 0           |
| 2008             | 1           | 0           |
| 2009             | 5           | 0           |
| 2010             | 2           | 0           |
| 2011             | 0           | 0           |
| 2012             | 4           | 0           |
| 2013             | 5           | 0           |
| 2015             | 3           | 0           |
| 通算             | 34          | 0           |

## 監督成績
2023年4月19日現在
| クラブ                              | 国               | 就任           | 退任          | 記録 | 記録 | 記録 | 記録 | 記録   |
| クラブ                              | 国               | 就任           | 退任          | 試   | 勝   | 分   | 敗   | 勝率   |
| ----------------------------------- | ---------------- | -------------- | ------------- | ---- | ---- | ---- | ---- | ------ |
| マンチェスター・ユナイテッド (暫定) | イングランドの旗 | 2021年11月23日 | 2021年12月3日 | 3    | 2    | 1    | 0    | 066.67 |
| ミドルズブラ                        | イングランドの旗 | 2022年10月24日 |               | 28   | 18   | 3    | 7    | 064.29 |
| 合計                                | 合計             | 合計           | 合計          | 31   | 20   | 4    | 7    | 064.52 |

## 獲得タイトル

### 選手

#### クラブ
ウェストハム・ユナイテッド
- FAユースカップ：1回 (1998-99)

マンチェスター・ユナイテッド
- プレミアリーグ：5回 (2006-07, 2007-08, 2008-09, 2010-11, 2012-13)
- フットボールリーグカップ：2回 (2009-10, 2016-17)
- FAカップ：1回 (2015-16)
- FAコミュニティ・シールド：6回 (2007, 2008, 2010, 2011, 2013, 2016)
- UEFAチャンピオンズリーグ：1回 (2007-08)
- FIFAクラブワールドカップ：1回 (2008)
- UEFAヨーロッパリーグ：1回(2016-17)

#### 個人
- ディビジョン1PFA年間ベストイレブン：1回 (2003-04)
- PFA年間ベストイレブン：1回 (2012-13)
- マンチェスター・ユナイテッド年間最優秀選手 (選手間投票による)：1回 (2012-13)

### 監督
ミドルズブラ
- EFLチャンピオンシップ月間最優秀監督 : 1回（2022-23.3月）